# Белведере (Мачерата)
Белведере (итал. Belvedere) насеље је у Италији у округу Мачерата, региону Марке.
Према процени из 2011. у насељу је живело 26 становника. Насеље се налази на надморској висини од 107 м.